# Gröps
Gröps ist ein kleines Dorf, das zur Stadt Schneverdingen im Landkreis Heidekreis in Niedersachsen gehört.
Es liegt etwa 7 km südlich des Stadtzentrums und etwa 1,5 km östlich von Langeloh an der K 33. Durch Gröps verläuft die Heidebahn. In Gröps gibt es fünf  Bauernhöfe, die aber nicht mehr alle bewirtschaftet werden. Bis zur Gebietsreform im Jahr 1974 gehörte Gröps zur Gemeinde Langeloh.